# André d’Erlanger

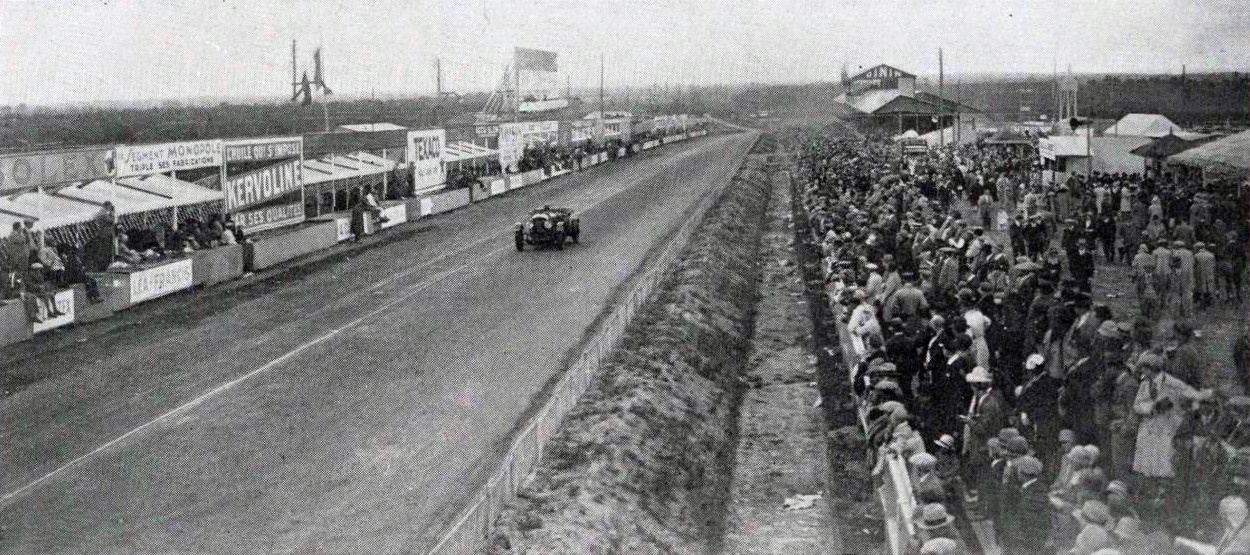
Der Bentley 4,5 Litre von Dudley Benjafield und André d’Erlanger fährt während des 24-Stunden-Rennens von Le Mans 1929 an den Boxenanlagen vorbei

Roland Henry Casimir, 3rd Baron d’Erlanger (* 24. November 1895 in Woodbridge; † 2. Januar 1937 in Lomaso) war ein französischer Autorennfahrer britischer Abstammung.

## Karriere im Motorsport
Roland Henry Casimir d’Erlanger war der Sohn des Zoologen Raphael Slidell von Erlanger und der Marie Carola Franziska Roselyne Blennerhassett, die aus einer englischen Adelsfamilie stammte. Er hatte eine jüngere Schwester. Sein Großvater war der aus Frankfurt am Main stammende Bankier Frédéric Emile Baron d’Erlanger. Da der Vater schon früh verstorben war, ging der Titel des Baron d’Erlanger nach britischem Adelsrecht beim Tod des Großvaters 1911 auf den noch minderjährigen Roland Henry Casimir d’Erlanger über.
Unter dem Namen André d’Erlanger war er in den 1920er-Jahren Mitglied der Bentley Boys und bestritt für die britische Automarke Sportwagenrennen. Zweimal ging er für das Team von Walter Owen Bentley beim 24-Stunden-Rennen von Le Mans an den Start. 1927 fuhr er gemeinsam mit George Duller einen Bentley 3 Litre Super Sport. Der Wagen schied aus, da Duller in den Maison-Blanche-Unfall verwickelt war.
Nachdem er 1928 auf einem 2-Liter-Lagonda Gesamtelfter wurde, feierte er 1929 seinen größten Erfolg in Le Mans. Bentley feierte einen Dreifachsieg und hinter den Siegern Woolf Barnato und Tim Birkin und zweitplatzierten Jack Dunfee und Glen Kidston kam d’Erlanger mit Partner Dudley Benjafield als Dritter ins Ziel.

## Statistik

### Le-Mans-Ergebnisse
| Jahr | Team                  | Fahrzeug                    | Teamkollege       | Platzierung | Ausfallgrund |
| ---- | --------------------- | --------------------------- | ----------------- | ----------- | ------------ |
| 1927 | Bentley Motors Ltd.   | Bentley 3 Litre Super Sport | George Duller     | Ausfall     | Unfall       |
| 1928 | Lagonda Motor Company | Lagonda OH 2 Litre Speed    | Douglas Hawkes    | Rang 11     |              |
| 1929 | Bentley Motors Ltd.   | Bentley 4 ½ Litre           | Dudley Benjafield | Rang 3      |              |